# Westsura Herrgård
Västsura eller Westsura Herrgård ligger två och en halv mil nordväst om Västerås, i Sura socken i Surahammars kommun. Fastigheten är sedan 2019 privatägd och renoverad för restaurang, catering och vandrarhem.

## Historik
Westsura var ursprungligen ett frälse med säterifrihet. Under åren har säteriet bland annat tjänat som privatbostad för brukspatronen vid Ramnäs bruk.
Under 1690 anlade brukspatron Erik Christiersson ett tegelbruk vid Westsura. Han avled år 1701 och Christierssons änka, högvälborne Agneta von Glan, övertog ägandet av Ramnäs bruk samt Westsura fram till att det såldes till Carl Wendelin år 1721. Carl Wendelin avled år 1739 varvid hans änka Magdalena Petré övertog ägandet. År 1745 övertogs Wästsura av Agneta von Glans barnbarn, Erik Vilhelm Christernin (adlad von Christiersson). Wästsura såldes år 1749 till brukspatronen Jacob Tersmeden som cirka 1760 lät bygga en ny huvudbyggnad i nyklassicistisk stil. Västsura var därefter i familjen Tersmedens ägo i över 150 år.

### Skogsbruksskola
År 1843 inrättade brukssocieteten en skogsutbildning på Westsura. Ledare för utbildningen var den tyske skogsmannen Carl Ludvig Obbarius. Skogsutbildningen lades dock ned år 1860 då den flyttades till fyra nyinrättade statliga skogsskolor i Böda, Omberg, Hunneberg och Tierp.
I slutet av 1940-talet steg priserna på virke drastiskt, vilket resulterade i stora utsyningar i enskild skog. Genom konjunkturutjämnings- och prisutjämningsfonder drogs pengar in från skogsindustrin, vilket kom skogsbruket till del genom bland annat uppförandet av skogsvårdsgårdar. Som en konsekvens av detta startades Västsura Skogsvårdsgård år 1950.
På 1990-talet blev skolan en filial till Ösby Naturbruksgymnasium i Sala. År 1997 överfördes skogsinriktningen som bedrivits vid Westsura till Ösby.

### Missbruksbehandling  och flyktingförläggning
I början av 00-talet bedrevs krogverksamhet på Westsura gård. Den såldes 2006 till Resurs Rehabilitering som drev vård för missbrukare. Mellan åren 2012 och 2017 bedrev Attendo flyktingförläggning på Westsura. I juli 2016 brann en av flyglarna till herrgården efter att en boende tänt på. En 28-årig man dömdes senare till sex års fängelse och utvisning för mordbranden.

### Restaurang och catering
Hösten 2018 köptes anläggningen för att åter skapa en restaurangverksamhet, med satsning även på boende och catering. Satsningen drabbades hårt av restriktionerna under covid-19-pandemin i Sverige 2020-2022. Herrgården såldes i februari 2023 till en företagare i bemannings- och konsultbranschen.

## Byggnaderna

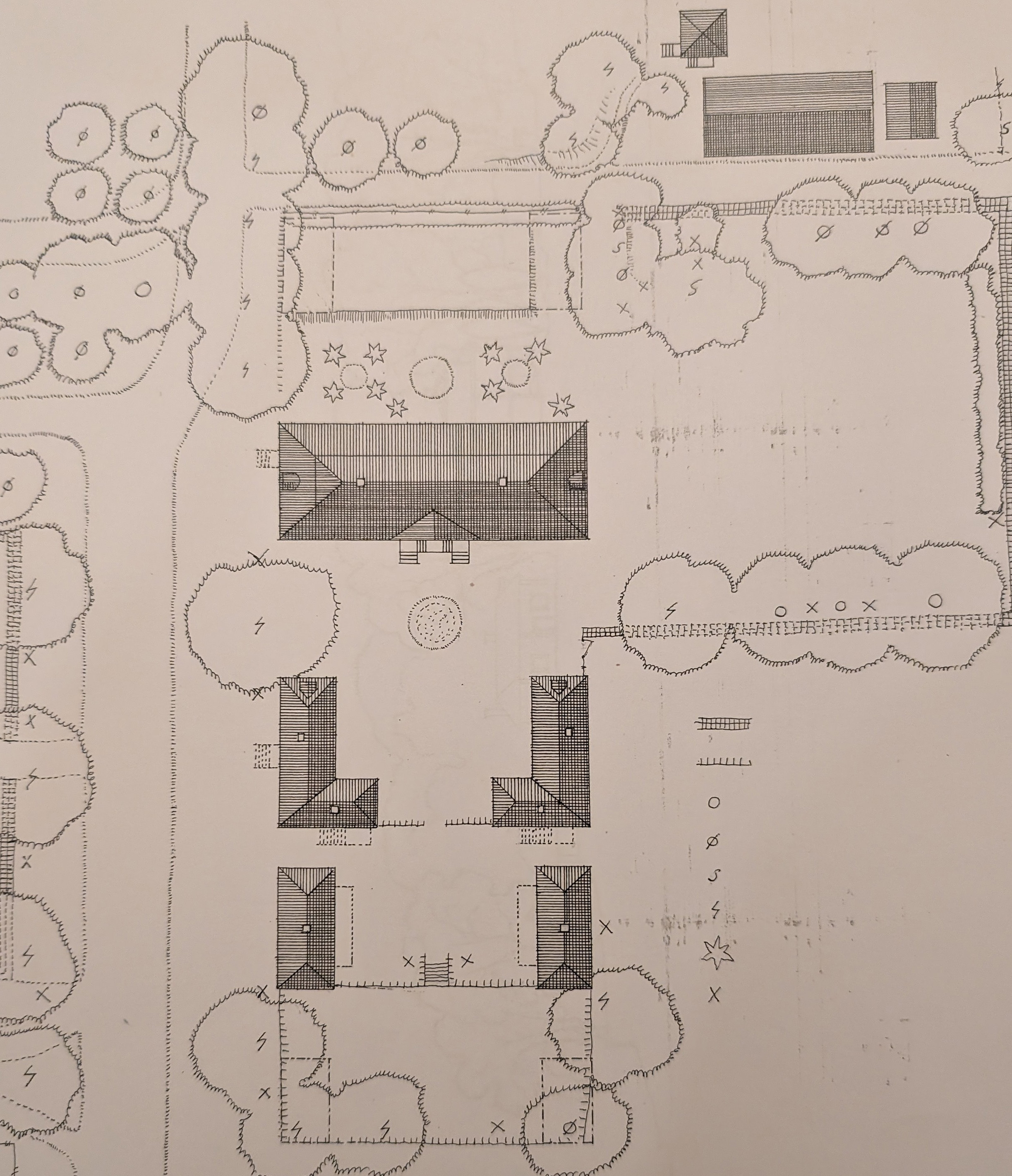
Uppmätning av Westsura huvudbyggnad samt flyglar 1928

Trots att den ursprungliga karolinska huvudbyggnaden är borta och blivit ersatt med en stor huvudbyggnad av det senare 1700-talets stil är Westsura Herrgård ett intressant exempel på karolinsk herrgård. Den större delen bibehållna flygelanläggningarna visar på hur tre flygelpar, av vilka det nedersta numera är borttaget, lagts på tre terrasser. Själva nivåskillnaderna mellan terrasserna är avgörande för anläggningens utseende.
Den särskilda karaktär som anläggningen utstrålar kommer sig främst av nivåskillnaderna samt att det översta flygelparet består av vinkelbyggnader, som sluter ihop gårdsplanen som en enhet för sig. Från de nedre terrasserna ser man gårdsplanen och huvudbyggnaden endast genom en smal öppning mellan dess översta flyglar. Denna slutenhet är speciellt för den karolinska gårdsplanens karaktär.